# Saint-Julien-de-la-Liègue

Saint-Julien-de-la-Liègue este o comună în departamentul Eure, Franța. În 1 ianuarie 2022 avea o populație de 419 de locuitori.